# William Bligh
William Bligh (Plymouth, Devon, 9 de setembro de 1754 — Londres, 7 de dezembro de 1817), conhecido como Capitão Bligh, foi um oficial britânico da Marinha Real Britânica, chegando ao posto de vice-almirante e também administrador colonial.

## Biografia
Ficou especialmente conhecido pelo motim que sofreu a bordo do HMS Bounty em abril de 1789, quando fazia uma viagem de regresso à Jamaica. Durante a Batalha de Copenhague (2 de abril de 1801), serviu sob as ordens de Nelson, ao comando do HMS Glatton, um navio de 56 canhões.
Depois disso, foi nomeado governador de Nova Gales do Sul, com o objetivo de acabar com o comércio corrupto de rum. Esta sua administração foi a causa de uma insurreição, a Rebelião do Rum, liderada pelo major George Johnston.